# Radnice ve Valašském Meziříčí
Radnice ve Valašském Meziříčí, též Krásenská radnice, je původně renesanční, nyní barokní budova, která získala svoji současnou podobu v 18. století. Původnímu účelu sloužila radnice města Krásno do roku 1923, krátce nato se Krásno sloučilo s Meziříčím a vzniklo Valašské Meziříčí.

## Historie
V roce 1580 zakoupila obec Krásno pro účely radnice za 500 tolarů dům od vrchnosti: Bernarda ze Žerotína. V letech 1765–66 došlo k rozsáhlé barokní rekonstrukci budovy radnice – bylo přistavěno poschodí, altán a venkovní schodiště. Budova měla stále pouze jeden štít, obrácený na severozápadní stranu. Kromě schůzí městské rady sloužila budova až do roku 1790 také jako škola i s bytem pro učitele.
Zatímco první poschodí objektu bylo dlouhodobě vyhrazeno obecním potřebám, využití přízemí budovy se často měnilo: Ve 30. letech 19. století byl v přízemí zřízen byt soudního sluhy, skladiště a vězení, roku 1842 byla z dosavadního skladiště vybudována noclehárna pro obecní chudé a umrlčí komora, v roce 1848 byla noclehárna přestavěna na šenk. V roce 1877 pronajala obec přízemí radnice řezníku Antonínu Zrůnkovi, který v něm zřídil řeznictví a uzenářství.
V roce 1865 prošla radnice zásadní opravou, jejíž součástí byla také stavba druhého štítu budovy, obráceného na jihovýchodní stranu - tím objekt získal přibližně dnešní vzhled. Na počátku 20. století zasáhly radnici drobné úpravy a přístavby, které sloužily nejrůznějším účelům (prodej novin a tabáku, dočasné vězení, skladové prostory, ševcovská dílna). V letech 1957-60 pak proběhla generální rekonstrukce celé budovy, která přístavby včetně jejich komerční náplně odstranila a vrátila budově barokní vzhled. Objekt radnice pak začal sloužit potřebám knihovny. Od roku 1958 je chráněn jako kulturní památka.
Další oprava budovy proběhla v letech 1976–1978 – v rámci této rekonstrukce byla mj. objevena ve štítu severozápadního průčelí freska svatého Floriána. Povodeň v roce 1997 budovu výrazně poškodila a odstraňování škod probíhalo až do roku 1998, v roce 1999 na něj navázala oprava budovy. Další rekonstrukce pak proběhla v roce 2016. V roce 2019 objekt opustila instituce knihovny a v budově byl otevřen Svět her a poznání Vrtule.

## Architektura
Budova je samostatně stojící jednopatrový dům se sedlovou střechou. Asi nejnápadnějším prvkem budovy je čtvercová lodžie s nástupním schodištěm do patra a s arkádou v patře, se sloupy se stylizovanými hlavicemi s volutami, akanty a palmetami. Lodžie je zaklenuta tzv. českou plackou a je ukončena cibulovou střechou s lucernou a makovicí. Vstupní portál v přízemí je pravoúhlý, s pískovcovým ostěním s ušima a lištou, v hlavním klenáku je datován 1765. Také pískovcový portál v patře lodžie je pravoúhlý, s ostěním s ušima a lištou, a nad ním je obdélníková pískovcová nápisová deska lemovaná po stranách volutovými křídly, upomínající na Bernarda ze Žerotína. Na přední straně lodžie je umístěn znak města Krásna. V levém bočním štítu budovy je v půlkruhovém okénku malba s archandělem Michaelem. V průčelí radnice je vedle lodžie výklenek s dřevěnou plastikou Valašské madony s dítětem, jejímž autorem je sochař Ambrož Špetík (své dílo pronajímal městu za symbolický jeden rohlík ročně).